# Julianna Imai
Juliana Imai (ur. 25 lutego 1985 w Cruzeiro do Oeste, Paraná, Brazylia) – brazylijska modelka.
Zaczęła występować na wybiegach w 2004 roku. Pracowała m.in. w Mediolanie dla Bottega Veneta, Dolce & Gabbana i Giorgio Armaniego, w Paryżu dla Alexandra McQueena, Christiana Diora, Viktora & Rolfa i Vivienne Westwood. Pracowała również w Barcelonie, Amsterdamie i Seattle.
Jej fotografie ukazały się m.in. w brazylijskich edycjach „Elle” (2006 i 2007) i „Maire Claire” (2006) oraz chińskiego „Vogue” (2007). W 2007 roku była modelką Victoria’s Secret. W 2008 roku pojawiła się w „Marie Claire”.